# 港南中央通
港南中央通（こうなんちゅうおうどおり）は、神奈川県横浜市港南区の町名。丁番を持たない単独町名である。住居表示実施済み区域。

## 地理・交通
港南区北東部に位置する。北東は笹下川を挟んで上大岡西、北西は日野川を挟んで港南一～三丁目、南西は日野、南東は港南四～六丁目に接する。町の中央を神奈川県道21号横浜鎌倉線（鎌倉街道）が通り、その地下に横浜市営地下鉄ブルーライン港南中央駅がある。鎌倉街道には港南台駅・大船駅・関内・桜木町・横浜・鎌倉市鎌倉駅地区などへの路線バスが運行されている。港南中央駅近隣には、港南区役所・港南警察署・港南消防署などの官公署が集まる。港南警察署西側には神奈川中央交通横浜営業所があったが2001年に本郷車庫に統合のため閉鎖され、跡地には2003年にスーパーオートバックスを核テナントとする商業施設「グッディプレイス」が開業した。駅北側には横浜市立港南中学校がある。鎌倉街道沿いには、ファミリーレストランなどロードサイド店舗もみられる。
2013年8月31日に、グッディプレイス港南中央内にある、スーパーオートバックスが退店する。
2018年3月に、港南区総合庁舎と港南消防署が港南区港南中央通10番1号から港南区港南四丁目2番10号に移転する。
2021年3月26日に、旧港南区役所の跡地に、「横浜市港南公会堂」と「港南土木事務所」が移転する。

## 歴史

### 沿革
1972年（昭和47年）6月5日の住居表示実施に伴い、笹下町・上大岡町・日野町の一部から新設された。町名は、地元の要望により、区名から採られた。

## 世帯数と人口
2025年（令和7年）6月30日現在（横浜市発表）の世帯数と人口は以下の通りである。
| 町丁       | 世帯数  | 人口    |
| ---------- | ------- | ------- |
| 港南中央通 | 776世帯 | 1,447人 |

### 人口の変遷
国勢調査による人口の推移。
| 年                 | 人口  |
| ------------------ | ----- |
| 1995年（平成7年）  | 996   |
| 2000年（平成12年） | 1,074 |
| 2005年（平成17年） | 1,121 |
| 2010年（平成22年） | 1,294 |
| 2015年（平成27年） | 1,330 |
| 2020年（令和2年）  | 1,427 |

### 世帯数の変遷
国勢調査による世帯数の推移。
| 年                 | 世帯数 |
| ------------------ | ------ |
| 1995年（平成7年）  | 433    |
| 2000年（平成12年） | 501    |
| 2005年（平成17年） | 534    |
| 2010年（平成22年） | 657    |
| 2015年（平成27年） | 650    |
| 2020年（令和2年）  | 740    |

## 学区
市立小・中学校に通う場合、学区は以下の通りとなる（2024年11月時点）。
| 番地 | 小学校             | 中学校             |
| ---- | ------------------ | ------------------ |
| 全域 | 横浜市立南台小学校 | 横浜市立港南中学校 |

## 事業所
2021年（令和3年）現在の経済センサス調査による事業所数と従業員数は以下の通りである。
| 町丁       | 事業所数  | 従業員数 |
| ---------- | --------- | -------- |
| 港南中央通 | 107事業所 | 1,342人  |

### 事業者数の変遷
経済センサスによる事業所数の推移。
| 年                 | 事業者数 |
| ------------------ | -------- |
| 2016年（平成28年） | 117      |
| 2021年（令和3年）  | 107      |

### 従業員数の変遷
経済センサスによる従業員数の推移。
| 年                 | 従業員数 |
| ------------------ | -------- |
| 2016年（平成28年） | 1,177    |
| 2021年（令和3年）  | 1,342    |

## 施設
- 港南警察署

## その他

### 日本郵便
- 郵便番号 : 233-0004[3]（集配局：港南郵便局[17]）

### 警察
町内の警察の管轄区域は以下の通りである。
| 番・番地等 | 警察署     | 交番・駐在所   |
| ---------- | ---------- | -------------- |
| 全域       | 港南警察署 | 上大岡駅前交番 |

## 参考資料
- 『県別マップル 神奈川県広域・詳細道路地図』2006年4刷 昭文社 ISBN 9784398626998